# Грабовик
Гра́бовик (лат. Leccinum carpini) — гриб рода обабок (Leccinum) из семейства болетовые (Boletaceae). 
Научные синонимы:
- Boletus scaber var. carpini R. Schulz, 1924 basionym

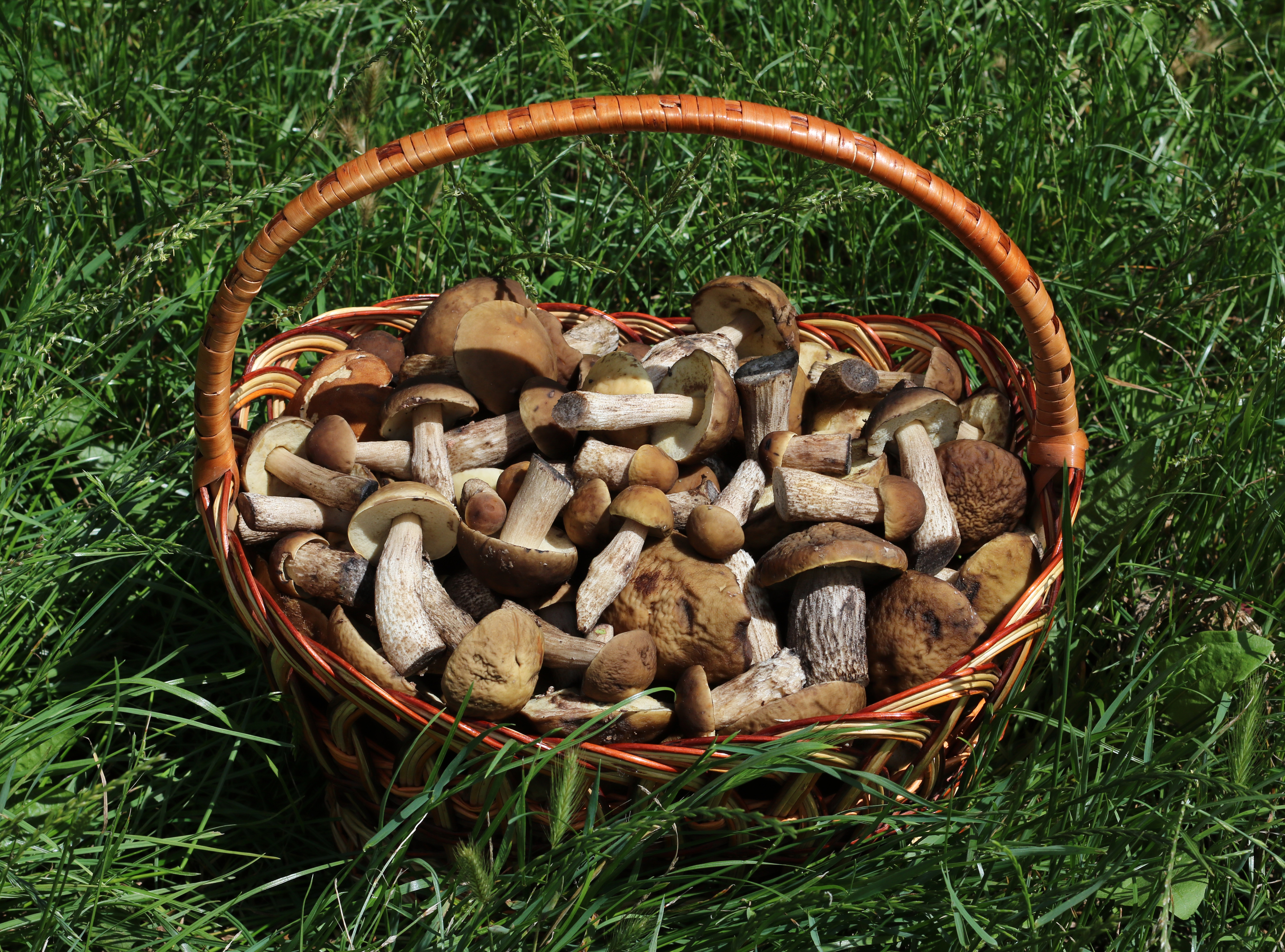
Грабовики в корзине

- Leccinum carpini (R. Schulz) M.M. Moser ex D.A. Reid, 1965
- Leccinum pseudoscabrum  (Kallenb.) Šutara 1989
- Boletus carpini (R. Schulz) A. Pearson, 1947
- Leccinum griseum (Quél.) Singer, 1966
- Gyroporus griseus Quél., 1902
- Boletus griseus (Quél.) Sacc. & D. Sacc., 1905

Русские синонимы:
- Подберёзовик серый

## Описание
По признакам плодовых тел похож на подберёзовик обыкновенный (Leccinum scabrum).
Шляпка диаметром 7—14 см, у молодых грибов полушаровидная, с подогнутыми краями, затем становится подушковидной. Поверхность неровная или слегка морщинистая, бархатистая. Кожица сухая, матовая, в сырую погоду блестящая оливково-бурая или различных коричнево-серых оттенков. У старых грибов кожица может съёживаться, обнажая мякоть и трубочки по краю шляпки.
Мякоть белая, мягкая, в ножке волокнистая, у старых грибов жестковатая, на срезе окрашивается в розовато-фиолетовый цвет, затем в серый, до почти чёрного.
Трубчатый слой свободный, выемчатый возле ножки, толщиной 2,5—3 см. Трубочки узкие, мягкие, слегка водянистые. Поры очень мелкие, угловато-округлые, поверхность беловатая или песочно-серая.
Ножка высотой 5—13 см и толщиной до 4 см, цилиндрическая или с булавовидным утолщением в нижней половине. Окраска в верхней части оливково-серая, ниже буроватая, поверхность с чешуйками, которые с возрастом меняют цвет от беловатого до светло-жёлтого, а затем тёмно-бурого.
Споровый порошок бурый, споры 10—20×5—7 мкм, веретеновидные.

### Изменчивость
Цвет шляпки может быть коричнево-серым, пепельным, охристым, иногда очень светлый, беловатый.

## Экологияи распространение
Образует микоризу с грабом, реже с другими лиственными деревьями — берёзой, лещиной, тополем. Встречается в лиственных лесах, преимущественно грабовых. В России известен на Кавказе.
Сезон: июнь — октябрь.

## Сходные виды
Съедобные:
- Другие подберёзовики

Несъедобные:
- Жёлчный гриб (Tylopilus felleus)

## Употребление
Съедобный гриб, используется так же, как подберёзовик обыкновенный. Считается менее ценным из-за неплотной мякоти шляпки, непригодной для хранения.